# Ярославовы-Оболенские
Яросла́вовы (Яросла́вовы-Оболе́нские) — небольшая ветвь русского княжеского рода Оболенских и происходящий от них древний дворянский род, утративший княжеский титул. 
Род внесён в VI часть дворянской родословной книги Ярославской губернии.

## Происхождение и история рода
Происходят от псковского наместника князя Ярослава Васильевича Оболенского (XVIII колено от Рюрика), сына Василия Ивановича Косого-Оболенского, от других сыновей которого также происходят Стригины-Оболенские, Нагие-Оболенские  и Телепневы-Оболенские. 
Правнук князя Ярослава, Александр Иванович Ярославов-Оболенский, был казнен Иваном IV Васильевичем Грозным. Дети его и потомки князьями уже не писались. Его внуку, Леонтию Алексеевичу, с братом Василием дана грамота на поместья от Ивана Грозного (23 марта 1564). Богдан Иванович владел вотчиной в Ярославском уезде (1564), а его брат, Дмитрий Иванович, владел поместьем по грамоте (12 января 1545). Никита Васильевич жалован поместьем от короля Сигизмунда III (1610-1612). Яков Дмитриевич погиб под Смоленском († 1634).

Выписка из Общего гербовника:
«Фамилии Ярославовых Дмитрий Павлович и потомки сего рода Ярославовы в 1545 и других годах служили Российскому Престолу дворянской службой в разных чинах и по грамотам Государей жалованы были поместьями и вотчинами. Все сие доказывается помянутыми грамотами, справками Архивов и копией с определения Московского Депутатского Собрания о внесении рода Ярославовых в 6-ю часть родословной книги в число древнего дворянства»

## Известные представители
- Ярославов Александр Богданович — служил на коне с пищалью и имел оклад 200 четвертей и 9 рублей (1631), участвовал в боях под Смоленском (1649), постригся в монахи (1681), помещик 43 деревень в Ярославском уезде.
- Ярославов Савелий Александрович — направлен (1646) в Курск к земляному делу (делал ров и вал вокруг города).
- Ярославовы: Никита Савич, Пётр и Матвей Ивановичи, Иван Михайлович, Данила и Григорий Александровичи — жильцы (1651-1692).
- Ярославовы: Михаил Иванович, Гаврила Александрович — московские дворяне (1686)[1].
- Ярославов Михаил Александрович  — подполковник, предводитель дворянства Рыбинского уезда (1800-1801)[3].
- Ярославов Иван Михайлович — надворный советник, предводитель дворянства Романово-Борисоглебского уезда (1812-1823), награждён: орден Святой Анны 2-й степени, орден Святого Владимира 4-й степени и бронзовой медалью в память 1812 года[3].